# Phil May (Sänger)

Phil May bei einem Auftritt 2007 mit The Pretty Things

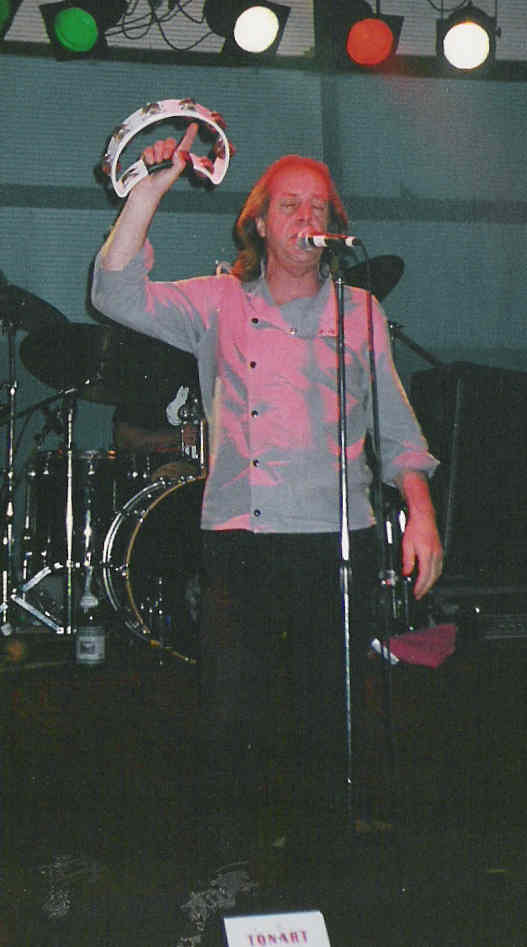
Phil May bei einem Auftritt 1999 mit The Pretty Things

Phil May (* 9. November 1944 in Dartford als Philip Dennis Arthur Wadey, ab 1953 Kattner genannt; † 15. Mai 2020 in King’s Lynn) war Sänger und Komponist der britischen Rockband The Pretty Things.
Durch seinen im Blues verwurzelten Gesang und seine Kompositionen prägte er zusammen mit dem Gitarristen Dick Taylor seit der Gründung 1963 wesentlich den Sound der Pretty Things. Er fiel in den frühen 1960er Jahren auch durch sein Image auf. So galt er damals als „der Mann mit den längsten Haaren Europas“. Die aggressiven, manchmal auch chaotischen Bühnenauftritte von May und den Pretty Things der Anfangszeit sorgten für Aufsehen und harte Rocksongs wie Don’t Bring Me Down und Midnight to Six Man für einige Notierungen in den Musikcharts.
1968 schufen The Pretty Things, basierend auf einer Kurzgeschichte von May, mit S. F. Sorrow ein bedeutendes Konzeptalbum der Rockgeschichte. Damals ein kommerzieller Misserfolg, gilt das Werk heute als Meilenstein der psychedelischen Rockmusik.
May und seiner Band, deren Mitglieder immer wieder wechselten, blieb der große Durchbruch trotz häufigen Kritikerlobes verwehrt. Er war aber trotz seiner von vielen Schicksalsschlägen begleiteten Karriere immer noch regelmäßig auf Tournee.
Bei einem Fahrradunfall zog sich Phil May Verletzungen zu, die eine Hüftoperation erforderlich machten. Bei diesem Eingriff ergaben sich Komplikationen, die am 15. Mai 2020 zu seinem Tod führten.